# Скорая помощь (Сезон 14)
«Ско́рая по́мощь» (англ. «ER» от англ. Emergency Room — приёмное отделение) — американский телесериал, рассказывающий о жизни приёмного отделения больницы города Чикаго (штат Иллинойс), её сотрудников и пациентов. Сериал создан Майклом Крайтоном и был впервые показан на телеканале NBC (сентябрь 1994 года — апрель 2009 года). Включает в себя 15 сезонов и стал самой длинной медицинской драмой, показанной в прайм-тайм за всю историю американского телевидения.

## В ролях

### Основной состав
- Горан Вишнич — Доктор Лука Ковач
- Мора Тирни — Эбби Локхарт
- Мекхи Файфер — Доктор Грег Пратт
- Джон Стамос — Доктор Тони Гейтс
- Парминдер Награ — Нила Расготра
- Линда Карделлини — Медестра Саманта Таггарт
- Скотт Граймс — Доктор Арчи Моррис

## Список эпизодов
14.1 (291) — Война приходит в дом (The War Comes Home) Первый день Моретти (Стэнли Туччи) в качестве главы Скорой помощи преподнес немало сюрпризов — больница переполнена пострадавшими на антивоенном митинге, включая Нилу. Эбби, Пратт и Моррис сообща пытаются решить проблему. Прибывает новая группа интернов, руководителем которой снова становится Гейтс.
14.2 (292) — В различном свете (In A Different Light) Нила находится в центре гораздо большего внимания, чем ей хотелось бы. Пратт и Моррис вынуждены отчитываться за свои действия, а Хоуп готовится к новому заданию. Гейтс отказывается от своего нового назначения, пока не знакомится с удивительным пациентом, который уже сам поставил себе диагноз.
14.3 (293) — Офицер ранен! (Officer Down) Два раненых офицера полиции становятся причиной переполоха в больнице. Нила выздоравливает под наблюдением Эбби, в то время как Пратт и Беттина выясняют отношения. Беттина имитирует оргазм, а Пратт заявляет, что он «не телепат». Дубенко помогает Гейтсу испытать на его гениальном пациенте новое лекарство. Моррис весь день ходит, как в воду опущенный. Никто не понимает, в чем дело, пока он не признается Эбби, что только что умер его отец.
14.4 (294) — Падение (Gravity) Плохой день для Эбби — она очень скучает по Луке, а маленький Джо попадает в больницу после неудачного падения. Нила возвращается к работе.
14.5 (295) — Под влиянием (Under the Influence) Пока Моррис готовится к письменным экзаменам, персонал пытается разузнать что-нибудь о новом интерне, который находится под руководством Нилы. Моретти остается доволен выступлением Гейтса на конференции в ICU, и возвращает его в штат.
14.6 (296) — Испытание (The Test) Пока Моррис и Пратт борются за власть, Эбби защищает молодых специалистов, выступление которых разочаровало Моретти. Юный пациент чувствует к себе пренебрежение со стороны врачей, и прибегает к крайним мерам.
14.7 (297) — Затемнение (Blackout) Серия начинается с того, как Эбби в слезах сидит с заплаканным ребенком в зале ожидания аэропорта… После начинается сюжет 15часами ранее: В Чикаго жара. Отделение переполнено пациентами с солнечными ударами и перегревами из-за отказа работы кондиционеров. Моррис и Пратт ожидают результаты экзаменов. Эбби в депрессии не говорит никому, что вчера купила спиртное. Пратт с Моррисом получают результаты — они сдали, но Моррис не в настроении. Моррис и Пратт устраивают вечеринку по поводу хороших результатов экзаменов. Эбби ругается с Моретти из-за подхода лечения и стиля ведения студента, и уходит домой. Вечеринка в самом разгаре — Эбби приходит на вечеринку в веселом настроении, все понимают, что она выпила. Мед персонал шокирован поведением Эбби и пытается её успокоить, а Пратт недоволен, что она назначила анализы маленькой девочки и забыла про неё. В итоге все расходятся, а Эбби остается в баре с Моретти и гаснет свет из-за перепадов напряжения. Эбби просыпается в чужой постели и видит Моретти, который готовит кофе на кухне. Она быстро собирается и спешит домой к ребенку. Приехав домой, она обнаруживает встревоженную нянечку, которая потеряла Эбби. Эбби с ребенком мчится в аэропорт, где пытается купить билеты в Хорватию. Билетов нет и ей отказывают в регистрации на другие рейсы, так как от неё пахнет спиртным и ребенок плачет… Моррис признается Пратту, что он завалил экзамены, но не хотел никому говорить об этом. Эбби вспоминает, что было после того, как в баре погас свет. Серия заканчивается на том моменте, на котором началась — Эбби в слезах сидит с заплаканным ребенком в зале ожидания аэропорта и гаснет свет.
14.8 (298) — Возвращение домой (Coming Home) Ночью Гейтс получает тревожный звонок от Сары и отправляется на помощь. Моретти разговаривает с сыном по веб чату и понимает, что ему нужна психиатрическая помощь. Во время разговора вошла Эбби и услышала проблему. Гейтс находит Сару, парень на вечеринке стал приставать к ней и она ударила его монтировкой. Эбби срывается на Сэм, Ниле и её студенте, но во время лечения подростка видит в коридоре Луку и бежит к нему на встречу. Гейтс отвозит Сару к бабушке с дедушкой. Лука подарив сувениры мед персоналу отправляется домой. Моррис подготавливает студента Ниллы для выпускного свидания. Эбби старается избегать встреч с Моретти в отделении и наладить отношения с Сэм и Ниллой. Моррис лечит пациента пострадавшего на сырных бегах. Моретти срочно уезжает к сыну, оставив Пратта за старшего. Студент Ниллы готов к выпускному свиданию, но он остается в хирургическом отделении с отцом подростка, которому делают операцию. Эбби во дворе скорой провожает Моретти и говорит ему, что с его сыном будет все хорошо. Гейтс забирает Сару в Чикаго. Дома Эбби обнаруживает сюрприз от Луки — приехал его брат. Эбби в банку из под газировки наливает спиртное, пока Лука и его брат смотрят телевизор. Зайдя в комнату к ребенку Эбби случайно проливает спиртное из банки газировки, в этот момент входит Лука. Она говорит ему, что все хорошо, он зовет её спать и уходит. Эбби вытирая спиртное с пола плачет.
14.9 (299) — Недостижимая Скай (Skye’s The Limit) Брат Луки хочет больше общаться с Эбби. В приемном из-за отсутствия старшего врача — бардак. Онспо сообщает о том, что доктор Моретти не вернется обратно и неожиданно назначает временно старшим врачом — Скай. Моррис против, Пратт расстроен, что не он старший на время. В скорую поступают двое пострадавших: мужчина рука, которого попала под станок и женщина нелегальная рабочая, которая пыталась спасти его. Скай не желает принимать должность, Онспо и слышать не хочет про это. Нилла остается за старшего во время операции. Моррис высказывает Скай, что она не годится на старшего. Моррис предлагает Сэм тренировать её по физ. подготовке. Сын пострадавшего мужчины устраивает драку с сыном пострадавшей. Скай покупает пончики для мед персонала. Лука дает советы, как стать старшим врачом. Эбби устраивает разборку с Лукой в отделении. В скорую поступает Мэни избитый сын пострадавшей женщины, которого избили друзья с сына пострадавшего мужчины и он умирает. Сэм слышит как сын признался отцу, что это он виноват в избиении Мэни. Эбби на квартире у Ниллы выпивает спиртное. Дубенко устраивает свидание Скай в кладовке отделения. Эбби приходит домой поздно ночью, Лука встречает её. В разговоре Эбби устраивает скандал, но Лука не желает её слушать, так как умер его отец.
14.10 (300) — Триста пациентов (300 patients) (серия посвящена 300-й серии сериала) Канун Рождество. За ночь было 142 пациента, Моррис хочет 158 пациентов за день, чтоб было 300 — новый рекорд Скорой. Дубенко укусил верблюд во время репетиции сценки Рождества. Гейтс, Френк и Нила пытаются взять пробу слюны у верблюда на анализы. Моррис считает пациентов: 151, 152, 153… Нилла застает Эбби на квартире за распитием спиртного. Пьяный мужчина сбил девочку и врезался в машину скорой, в которой ехала Сэм. Моррис собирает пациентов в буфете и по всему отделению. В скорой проходит поминальная церемония о пациентах.
14.11 (301) — Статус кво (Status Quo) Однократное появление Глории Рубен. Пратт ищет работу в другом месте, но передумывает после знакомства с Джини Булет. У её сына Карлоса обнаружили повреждение мозга — последствие ВИЧ-инфекции. Пациенткой больницы становится женщина-военнослужащий со сломанной ногой — выясняется, что она беременна. Она признается, что была изнасилована сержантом в Ираке. Моррис и Гарольд сражаются за внимание кузины Нилы.
14.12 (302) — Верьте невидимке (Believe the Unseen) Эбби проходит курс реабилитации и возвращается к работе. Гарольд проводит ночь с кузиной Нилы. В больницу попадают люди, пострадавшие от пожара.
14.13 (303) — Искупление (Atonement) Джулия пытается помочь тюремному врачу. Он ищет прощения, спасая сына человека, которого когда-то казнил. Беттина хочет перевести отношения с Праттом на новый уровень, но он противится этому.
14.14 (304) — Владелец разбитого сердца (Owner of a Broken Heart) Эбби собирается уехать к Луке в Хорватию. В больнице появляется новый врач — Саймон Бреннер. Две женщины с многочисленными ушибами поступают в отделение. Другая пациентка по имени Миа обращается в клинику из-за болей в груди. Отношения Тони и Сэм становятся более близкими.
14.15 (305) — …тот день, когда она родилась (…As The Day She Was Born) Эбби прибыла в Хорватию к Луке и Джо. Нила заботится о многодетной матери в больнице, и пребывает в ужасном настроении — все забыли про её день рождения. Дедушка Сары заболевает, и Гейтс спорит с Моррисом по поводу курса лечения.
14.16 (306) — Правда обнаружится (Truth Will Out) Эбби рассказывает Луке о своей измене. Лука устраивается на работу в приют для больных раком, и принимает неожиданное решение относительно их будущего с Эбби. Эбби также сталкивается с Нилой в вопросе лечения корейского мальчика, страдающего от лейкемии. Бреннер оказывается племянником Анспо. Отношения Дубенко с доктором Скай приходят к концу, когда он обвиняет её в излишней потребности в мужском внимании.
14.17 (307) — Под давлением (Under Pressure) Молодая пара попадает в автокатастрофу после ограбления ювелирного магазина. Персонал больницы сравнивает новоприбывших с Бонни и Клайдом. Когда у девушки открывается кровотечение, парень достает заряженный пистолет и грозится убить врачей, если они не спасут её.
14.18 (308) — Тандемные повторения (Tandem Repeats) Нила потрясена решением доктора Дубенко оперировать её подопечную, многодетную мать. Эбби получает повышение.
14.19 (309) — Чикагский путь (The Chicago Way) Действия пьяного пациента подвергают опасности всю больницу. Пратт близок к тому, чтобы вновь получить руководящий пост. Гейтс обеспокоен будущим его отношений с Сэм. Ковач внезапно ссорится с Моретти. Взрывается машина скорой помощи — никто не знает, кто был внутри: Сэм или Пратт?